# 施图尔弗尔登
施图尔弗尔登是奥地利萨尔茨堡州滨湖采尔县的一个市镇。总面积29.74平方公里，总人口1585人，人口密度53.3人/平方公里（2005年）。